# Карнавал во Французской Гвиане
Карнавал во Французской Гвиане (фр. Carnaval de Guyane) —  костюмированный праздник, ежегодно проходящий в коммунах Кайенна, Куру и Сен-Лоран-дю-Марони, во Французской Гвиане, заморском департаменте Франции. Праздник длится от Богоявления в начале января по неделю Пепельной среды в конце февраля — начале марта. В последний день карнавала — Жирное воскресенье, за которым следует сорокадневный пост перед Пасхой, проходят основные торжества. Карнавал является туристической достопримечательностью Французской Гвианы.

## Происхождение праздника
Карнавал во Французской Гвиане зародился в среде местных креолов и маронов. Уже первые колонисты заложили местную традицию проводить карнавал перед началом Великого поста, как это было принято в Европе. Участвовать в нём могли только свободные жители колонии. Вопреки запрету, рабы в это же время тайно устраивали себе свои карнавалы, впитавшие в себя элементы африканского культа плодородия. Во время этих собраний они высмеивали своих господ.
Настоящий размах праздник приобрёл только после отмены рабства в 1848 году. Ныне в карнавале участвуют не только креолы и мароны, но и местные бразильцы и китайцы.
Праздничные мероприятия проходят в промежуток между праздником Богоявления в начале января и Пепельной средой, в феврале или начале марта. Завершение праздника длится с вечера пятницы до утра понедельника. Главное карнавальное шествие проходит в Жирное воскресенье, когда общины соревнуются между собой в том, чьё шествие было торжественней и ярче.

## Маскарад
На карнавале во Французской Гвиане обязательно участие традиционных персонажей, соединяющих в себе черты христианской и африканской культур. Главным персонажем карнавала является Король Ваваль, который рождается в начале праздника и умирает в конце карнавала, чтобы возродиться в следующем году. Сожжение его чучела является кульминацией всего праздника.
Другими популярными масками карнавала являются: Тулулу (Тололо) — элегантно одетая дама всё тело которой скрыто под тканью (юбка, балаклава, маска и длинные перчатки) — прототип знатная дама XVIII века; Негмароны — группы людей покрытые сажей и маслом — прототип беглые рабы; Же Фарен — мужчина одетый во всё белое (брюки, рубашку, заострённую шляпу и маску), дети смеются над ним, за что он посыпает их мукой — прототип пекарь; Боби — персонаж в костюме из рваных мешков из-под картошки — прототип медведь; Каролен — дама в золотых одеждах и украшениях с мужем, которого носит на спине — прототип ревнивая жена; Ламно — персонаж в костюме из белой ткани, укрывающий носителя с головы до пят — прототип смерть; Сусури — персонаж в костюме из чёрной ткани, укрывающий персонаж с головы до пят — прототип зло; Дьяб Руж — красный чёрт.
Каждый этап карнавала имеет свои цвета (от красного до чёрно-белого) и связан с историческим или религиозным событием в истории Французской Гвианы. Каждое воскресенье проходят парады по улицам Кайенны, Куру и Сен-Лоран-дю-Марони. Это подготовительные шествия, во время которых группы демонстрируют свои возможности перед большим парадом. Наиболее известные группы: Кассиалата, Кемит, Калажиру, Пирей, Рено Бан, Шире Бан, Ос Бан, Ле Бель де Ля Мадлен, Жюньо Сити, Уонтед, Маюри Тхо-Ньег, Патава Фолия. Общины местных бразильцев и китайцев представлены традиционными костюмами, характерными для их национальных карнавалов. Во время карнавала действуют «танцевальные университеты Тулулу», открытые по вечерам с четверга по субботу.
Своё мастерство на парадах демонстрируют также оркестры. Некоторые исполнители при этом приобретают всенародную известность, например, как Виктор Клет, по прозвищу Кекет, солист оркестра «Звёзды блюза» (фр. Les Blues Stars), чья фотография попала на бутылку рома «Сен-Морис» во время карнавала в 2006 году.  В конце карнавала два самых популярных оркестра проводят музыкальную дуэль в зале Гран-Блан.

## Традиции
Во время карнавала семьи собираются, чтобы вместе поесть торт-галет. Этот торт традиционно готовится в Европе во время Богоявления. Во Французской Гвиане его готовят в течение всего карнавала и заправляют миндальным, гуавовым или кокосовым кремом.

## Галерея

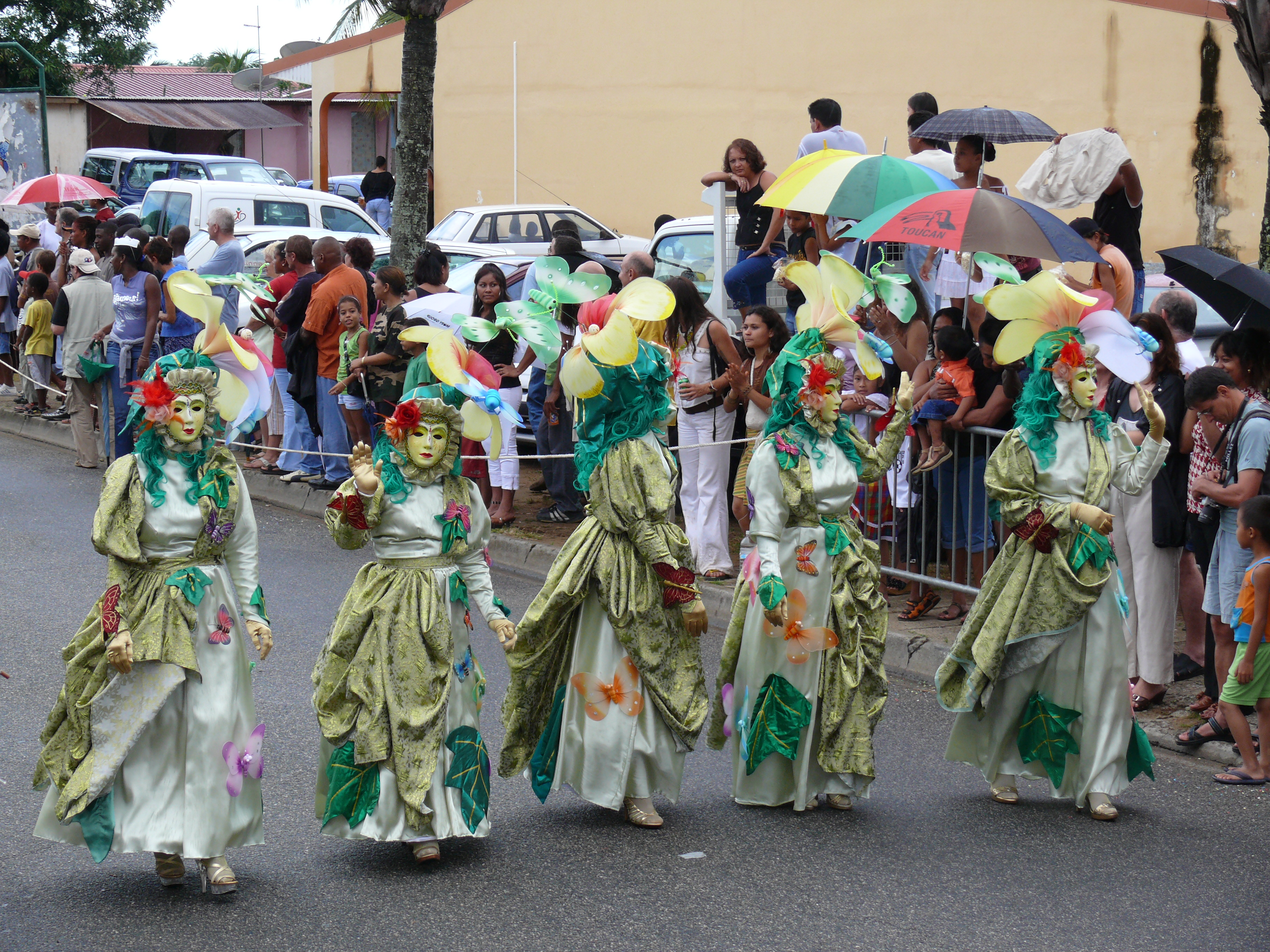
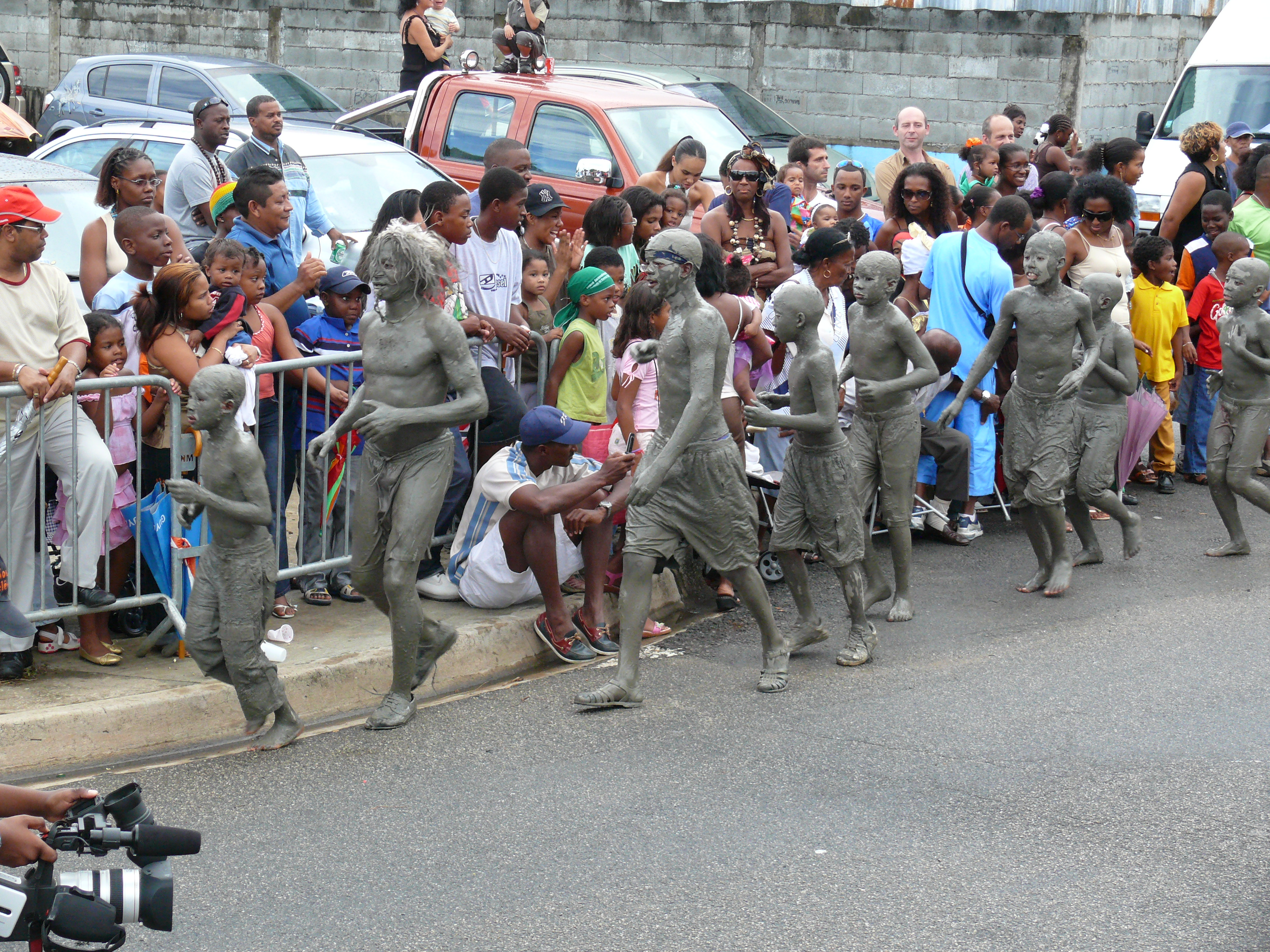
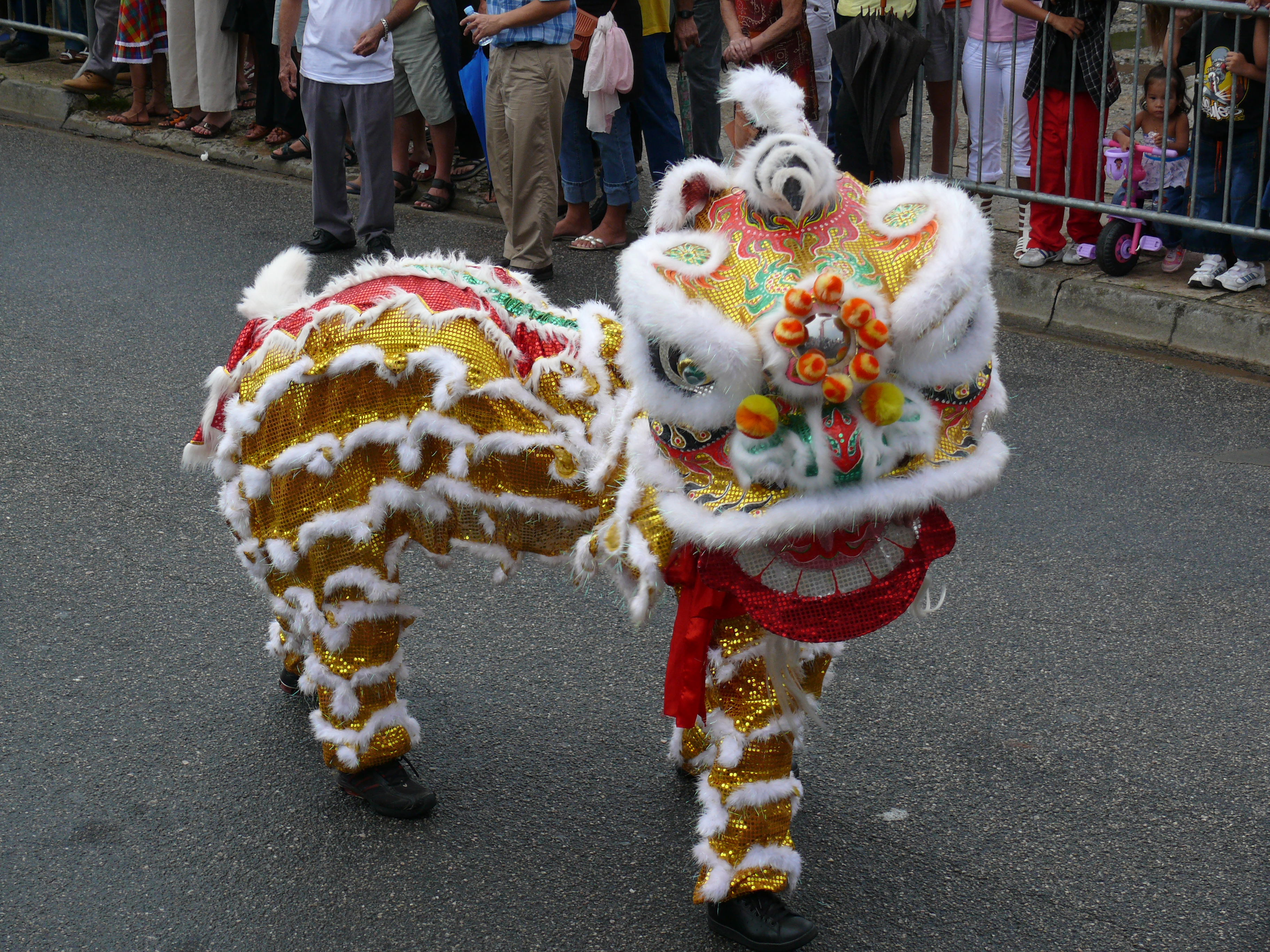
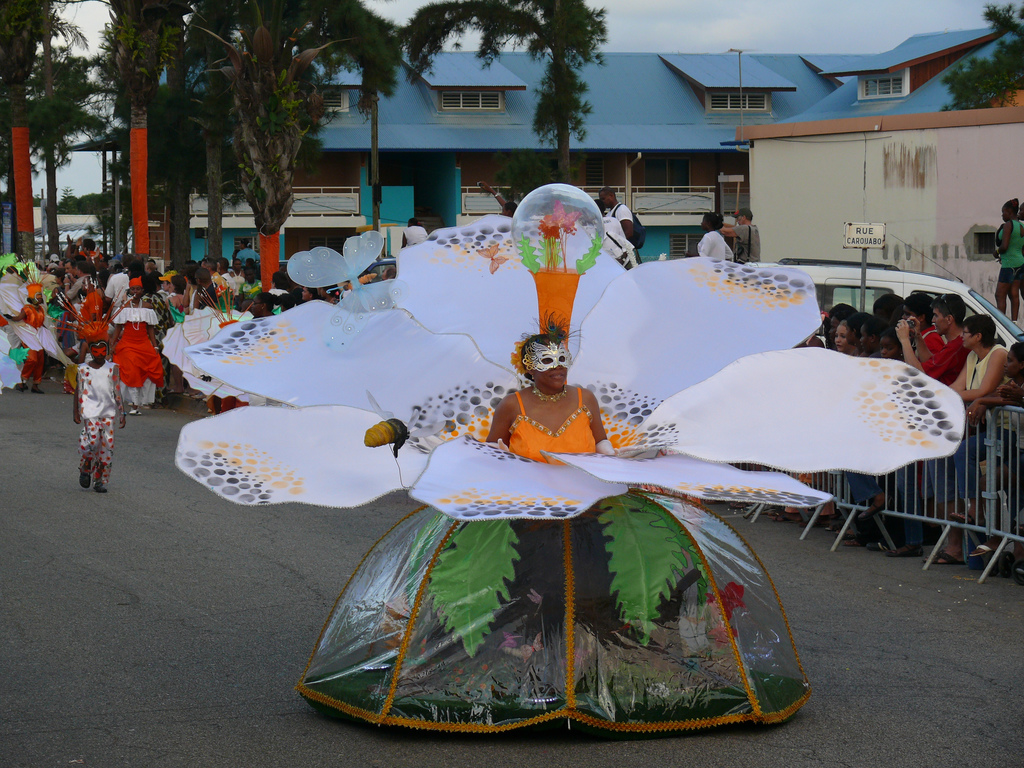
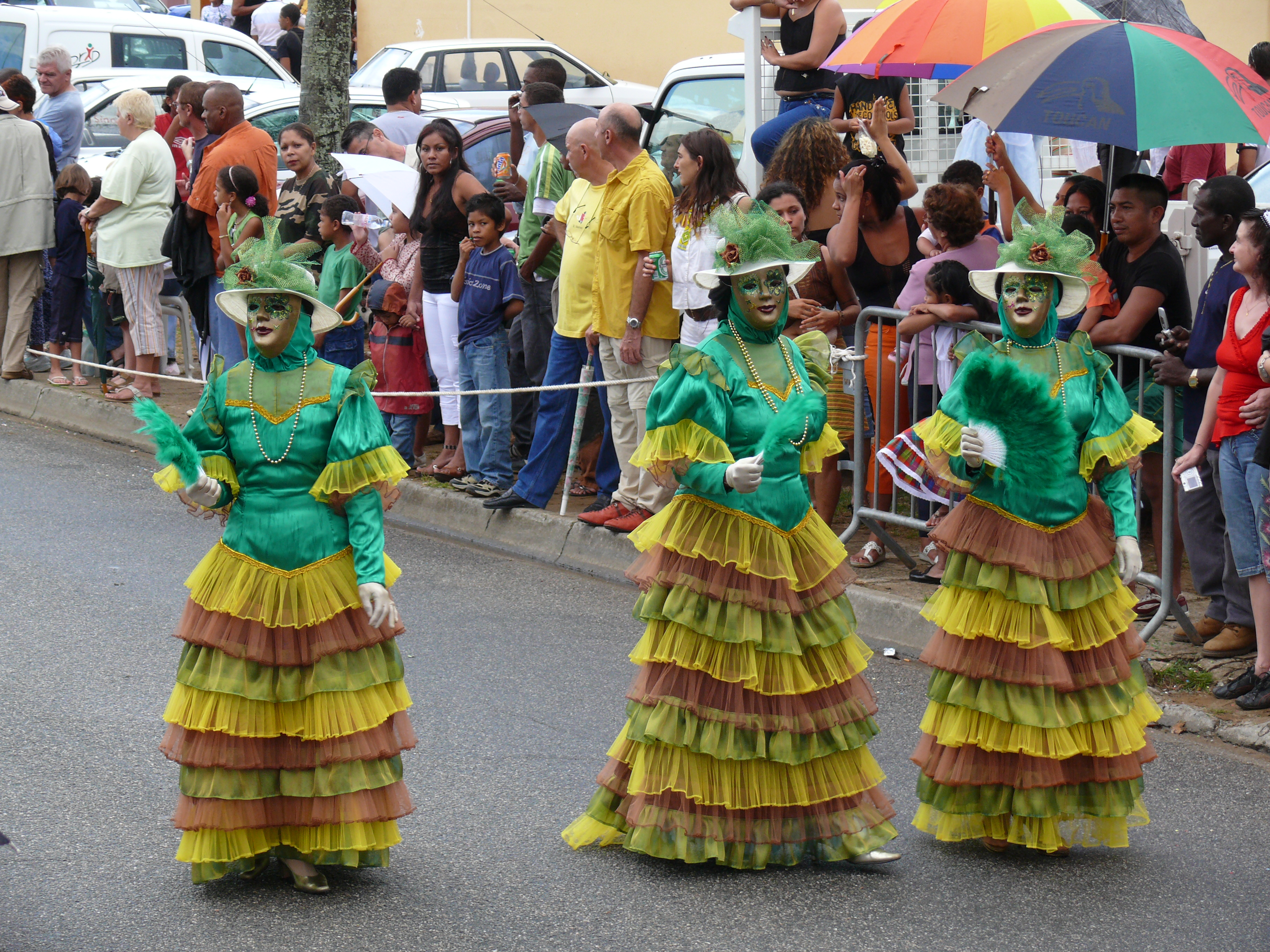
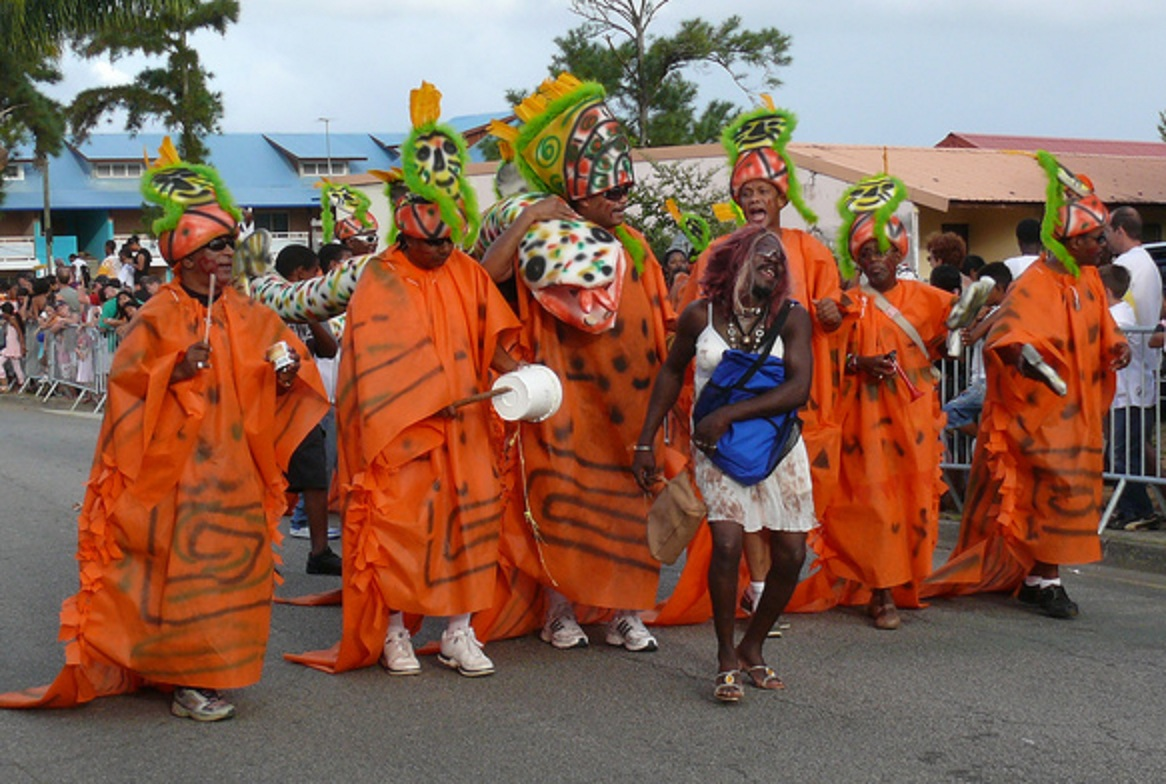
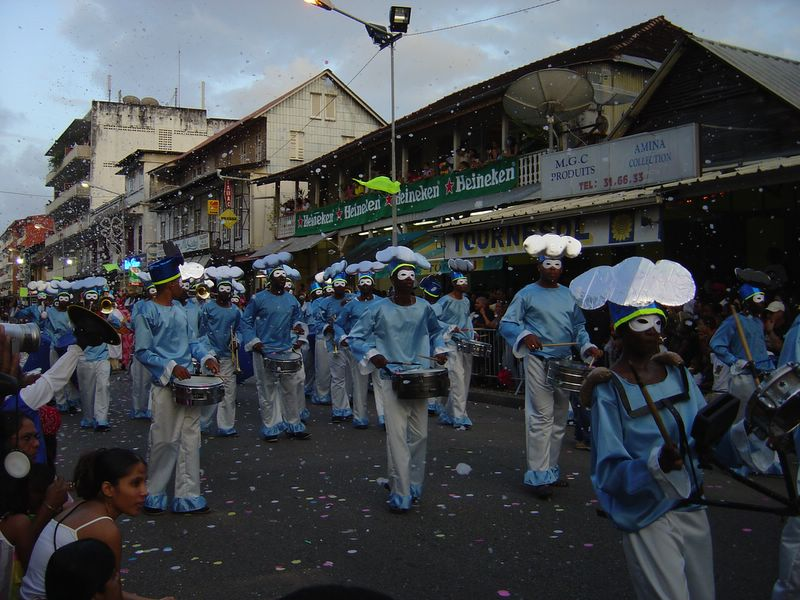